# Stefania Wolicka
Stefania Wolicka (1851 – 1937) fue una historiadora polaca y la primera mujer que recibió un Doctorado en Filosofía en la Universidad de Zúrich (en 1875).

## Biografía
Wolicka, que nació en Varsovia cuando pertenecía al Imperio ruso, persiguió la obtención de su título universitario en historia a pesar de los esfuerzos del gobierno ruso de la época para evitar que las mujeres cursen estudios superiores. En 1873, desafió un decreto que ordenaba a las mujeres rusas que estudiaban en el extranjero a abandonar sus estudios. Wolicka decidió continuar sus estudios luego de que su solicitud de exención del decreto fuera denegada. Ella lo solicitó al Ministro de Educación, Dmitry Tolstoy, directamente, sin éxito. El gobierno ruso logró la expulsión de varias mujeres estudiantes en Zúrich, debido a la amenaza política que vio en activistas socialistas radicales llamados el "Círculo de Fritschi" (llamado así por su casera de Zúrich, Frau Fritsch). Algunas fueron llevadas a juicio en Rusia, durante el Juicio de los Cincuenta en 1877, lo que condujo a condenas y encarcelamiento para varias de ellas. No hay evidencia de que Wolicka haya sido parte de este círculo, y una investigación reciente indica que algunas estudiantes en Zúrich fueron enumeradas como revolucionarias por el gobierno basándose únicamente en el hecho de que habían asistido a la universidad en Suiza durante el período 1872-1873. Sin embargo, el nombre de Wolicka estaba en una lista de 45 estudiantes rusas enviadas a Tolstoi, a quienes se les prohibió enseñar en el Imperio ruso, obligándolas a abandonar Suiza antes del 1 de enero de 1874.
Según los registros de la Universidad de Zúrich, Wolicka era de Posen (Poznań) y nació en Varsovia, y mientras asistía a la Universidad de Zúrich, sus padres vivían en Zúrich. A pesar de verse obligada a abandonar Suiza, recibió su título de Doctor en Filosofía en 1875. Su tesis doctoral se titula "Griechische Frauengestalten, 1. Teil "(Figuras griegas de mujeres, Parte 1). La han llamado una de las "primeras académicas polacas". Hulewicz señaló que pertenece a la primera generación de estudiantes polacas, una generación que estaba compuesta "principalmente por individuas heroicas".
Wolicka se casó y se hizo conocida con el nombre de Stefania Wolicka-Arnd. Su tesis doctoral fue publicada en 1875 por Zürcher und Furrer en Zúrich. Se convirtió en una destacada escritora sobre los derechos de las mujeres en Polonia. En 1895, publicó un artículo en la revista de derecho polaca Athenæum titulado "Veinticinco años de lucha parlamentaria por los derechos de las mujeres".
Wolicka fue la primera mujer en obtener un Doctorado en Filosofía en Europa en la era moderna. Se cree que la primera mujer que recibió un Doctorado en Filosofía en Europa fue Elena Cornaro, quien recibió el título en la Universidad de Padua en 1678. Las universidades en Suiza fueron las primeras universidades europeas de la era moderna en admitir estudiantes femeninas. Mujeres académicas de Polonia, Austria, Bélgica y otras partes de Europa se mudaron a Suiza a fines del siglo XIX para inscribirse en la universidad, como la primera mujer graduada universitaria de Bélgica, la doctora Isala Van Diest.